# Задорожняя, Тамара Григорьевна
Тамара Григорьевна Задорожняя (укр. Тамара Григорівна Задорожна; род. 20 мая 1936 год, село Мануховка, Путивльский район, Сумская область) — советская сельскохозяйственная работница, Герой Социалистического Труда (1983).

## Биография
Родилась 20 мая 1936 года в крестьянской семье в селе Мануховка. В 1953 окончила 7 классов и переехала в село Обильное Старобешевского района. Сначала работала на ферме учётчиком, а затем перешла к полеводческую бригаду. Позже стала свинаркой.
В 1966 году Т. Г. Задорожняя в колхозе от 20 свиноматок вырастила 380 поросят весом 15,3 кг каждый. За это 22 марта 1966 была награждена орденом Трудового Красного Знамени.
В 1971 избиралась делегатом XXIV съезда КПСС, где почетный колхозница была награждена орденом Ленина. В этом же году стала членом Донецкого обкома партии.
20 июня 1982 была избрана народным заседателем Старобешевского районного суда. 21 декабря 1983 за высокие показатели в социалистическом соревновании Т. Г. Задорожный присвоено звание Героя Социалистического Труда. Награду ей вручили в Киеве. На аллее Трудовой Славы в Киеве за высокие трудовые показатели в 1986 был установлен её портрет.
Тамара Григорьевна была активным участником художественной самодеятельности, за что получила звание «Заслуженный работник культуры Украинской ССР».

## Награды
- Герой Социалистического Труда (21.12.1983)
- Орден Богдана Хмельницкого 3-й степени (Украина) (14.10.1999)
- Орден Ленина (08.04.1971)
- Орден Трудового Красного Знамени (22.03.1966)
- Медаль «Ветеран труда» (1987)
- «Заслуженный работник культуры Украинской ССР» (1982).